# Listă de poeți: U
A - Ă - B - C - D - E - F - G - H - I - Î - J - K - L - M - N - O - P - Q - R - S - Ș - T - Ț - U - V - W - X - Y - Z

### U
- Joze Udovic, (1912-1986)
- Miguel de Unamuno
- Giuseppe Ungaretti,  poet italian
- Louis Untermeyer, (1885-1977),
- John Updike, (născut în 1932),
- Allen Upward, imagist
- Turgut Uyar